# Kanton Méru
Méru is een kanton van het Franse departement Oise. Het kanton maakt deel uit van het arrondissement Beauvais.

## Gemeenten
Het kanton Méru omvatte tot 2014 volgende 20 gemeenten:
- Amblainville
- Andeville
- Anserville
- Bornel
- Chavençon
- Corbeil-Cerf
- Esches
- Fosseuse
- Fresneaux-Montchevreuil
- Hénonville
- Ivry-le-Temple
- Lormaison
- Méru (hoofdplaats)
- Montherlant
- Monts
- Neuville-Bosc
- Pouilly
- Ressons-l'Abbaye
- Saint-Crépin-Ibouvillers
- Villeneuve-les-Sablons

De herindeling van de kantons bij toepassing van het decreet van 20 februari 2014, met uitwerking in maart 2015, heeft het kanton beperkt tot 16 gemeenten.
Op 1 januari 2016 werden de gemeenten Anserville, Bornel en Fosseuse gefusioneerd om de "commune nouvelle" Bornel te vormen.
Daardoor bestaat het kanton sindsdien uit de volgende 14 gemeenten : 
- Amblainville
- Andeville
- Belle-Église
- Bornel
- Chambly
- Dieudonné
- Ercuis
- Esches
- Fresnoy-en-Thelle
- Lormaison
- Méru (hoofdplaats)
- Neuilly-en-Thelle
- Puiseux-le-Hauberger
- Villeneuve-les-Sablons